# Gizama undilinealis
Gizama undilinealis är en fjärilsart som beskrevs av William Schaus 1916. Gizama undilinealis ingår i släktet Gizama och familjen nattflyn. Inga underarter finns listade i Catalogue of Life.